# Juan José Tramutola
Juan José Tramutola (La Plata, 21 ottobre 1902 – Remedios de Escalada, 30 novembre 1968) è stato un allenatore di calcio argentino.

## Carriera
Vinse la Copa América del 1929 con l'Argentina.
Fu allenatore di Boca Juniors nel 1938 e di Ferro Carril Oeste nel 1948 nella seconda divisione.